# De kortste quiz
De kortste quiz is een quiz die als onderdeel van het programma Man Bijt Hond van de Vlaamse televisiezender één werd uitgezonden.
Als kandidaat kom je eerst in het spel als quizmaster, je moet maximaal vijf vragen voorbereiden en deze stellen aan je drie quizzers. Je moet drie goede vragen stellen.  Een goede vraag is een vraag waarop minimaal 1 deelnemer juist antwoordt én minimaal 1 deelnemer fout antwoordt.  Een vraag waarop alle 3 deelnemers samen goed of fout antwoorden is geen goede vraag.
Wanneer de quizmaster 3 goede vragen stelt, mag hij de volgende dag terugkomen als quizkandidaat in de plaats van de deelnemer met het minste aantal juiste antwoorden.
Deelnemers scoren geld wanneer ze een vraag goed antwoorden.  De twee deelnemers met de meeste juiste antwoorden spelen daags nadien verder, samen met de derde deelnemer of de quizmaster indien die 3 goede vragen stelde.  Bij gelijk aantal juiste antwoorden valt de speler af die al langst meespeelt.
De quiz wordt elke week op een andere locatie gespeeld.  Deze locatie is meestal de huiskamer van de quizmaster die maandag aan de beurt is.  De kandidaten zitten dan in de huiskamer en de quizmaster staat buiten voor het raam.